# Giro di Campania
Der Giro di Campania war ein italienischer Straßenradsportwettbewerb für Berufsfahrer, der in der Regel als Eintagesrennen in der Region Campania im Süden Italiens veranstaltet wurde.

## Geschichte
1911 wurde das Rennen begründet und bis 2001 organisiert. 1911, 1913, 1929, 1931 und 1938 fand es als Etappenrennen statt. 1950 war es ein Rennen für die Klasse der Unabhängigen. Der Giro di Campania hatte 63 Ausgaben. Mit drei Siegen war Learco Guerra der erfolgreichste Fahrer des Rennens. 1977 wurde das Rennen als nationale Meisterschaft der italienischen Profis ausgetragen.

## Sieger
- 1911  Emanuele Garda
- 1912  Gino Brizzi
- 1913  Giuseppe Pifferi
- 1914–1920 nicht ausgetragen
- 1921  Angelo Gremo
- 1922  Italiano Lugli
- 1923–1925 nicht ausgetragen
- 1926  Leonida Frascarelli
- 1927  Alberto Temponi
- 1928 nicht ausgetragen
- 1929  Leonida Frascarelli
- 1930  nicht ausgetragen
- 1931  Luigi Barral
- 1932  Learco Guerra
- 1933  nicht ausgetragen
- 1934  Learco Guerra
- 1935  Learco Guerra
- 1936–1937 nicht ausgetragen
- 1938  Giuseppe Olmo
- 1939  Cino Cinelli
- 1940  Gino Bartali
- 1941  Olimpio Bizzi
- 1942  Pierino Favalli
- 1943–1944 nicht ausgetragen
- 1945  Gino Bartali
- 1946–1947 nicht ausgetragen
- 1948  Luciano Maggini
- 1949 nicht ausgetragen
- 1950  Luciano Ciancola
- 1951 nicht ausgetragen
- 1952  Giuseppe Minardi
- 1953  Adolfo Grosso
- 1954  Fausto Coppi
- 1955  Fausto Coppi
- 1956  Angelo Conterno
- 1957  Giorgio Albani
- 1958  Alfredo Sabbadin
- 1959  Rino Benedetti
- 1960  Dino Liviero
- 1961  Livio Trapè
- 1962  Silvano Ciampi
- 1963  Adriano Durante
- 1964  Vito Taccone
- 1965  Michele Dancelli
- 1966  Guido De Rosso
- 1967  Dino Zandegù
- 1968  Italo Zilioli
- 1969  Marino Basso
- 1970  Franco Bitossi
- 1971  Claudio Michelotto
- 1972  Franco Bitossi
- 1973 nicht ausgetragen
- 1974  Marcello Bergamo
- 1975  Giancarlo Bellini
- 1976  Rik Van Linden
- 1977  Enrico Paolini
- 1978  Giuseppe Saronni
- 1979  Pierino Gavazzi
- 1980  Giuseppe Saronni
- 1981  Leonardo Mazzantini
- 1982  Francesco Moser
- 1983  Francesco Moser
- 1984  Roger De Vlaeminck
- 1985  Daniele Caroli
- 1986  Rolf Gölz
- 1987  Giuseppe Petito
- 1988  Adriano Baffi
- 1989  Luciano Rabbottini
- 1990  Franco Ballerini
- 1991  Dario Nicoletti
- 1992  Davide Cassani
- 1993  Stefano Della Santa
- 1994–1999 nicht ausgetragen
- 2000  Dario Frigo
- 2001  Dimitri Konyschew